# Catharinea hirtella
Catharinea hirtella är en bladmossart som först beskrevs av Ferdinand François Gabriel Renauld och Jules Cardot, och fick sitt nu gällande namn av Brotherus 1905. Catharinea hirtella ingår i släktet Catharinea, klassen egentliga bladmossor, divisionen bladmossor och riket växter. Inga underarter finns listade i Catalogue of Life.